# Bethe-rács

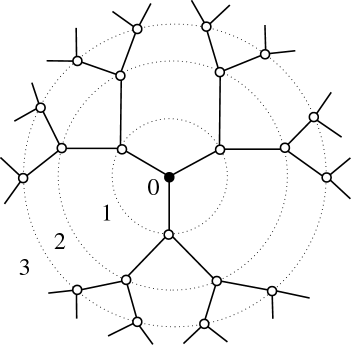
A Bethe-rács z = 3 esetben

A Bethe-rács vagy Cayley-fa olyan gráfelméleti fa, melynek minden csúcsa z fokszámú. Ezt a z számot nevezik a rács koordinációs számának is. A Bethe-rács tekinthető egy központi csúcsból induló fa-szerkezetnek is, ahol a további csúcsok héjakként szerveződnék a központi csúcs köré. A középső csúcsot hívhatjuk a gráf gyökerének vagy origójának.
A fogalmat Hans Albrecht Bethe vezette be 1935-ben.
A k. héjon lévő csúcsok száma a következőképpen adódik:
{\displaystyle \,N_{k}=z(z-1)^{k-1}{\text{ ahol }}k>0.}
Egyes esetekben a definíció úgy módosul, hogy a gyökércsúcs csak z ‒ 1 szomszéddal rendelkezik.

## Kapcsolat a Cayley-gráfokkal
A 2n fokszámú Bethe-rács lényegében az n generátorú szabad csoport Cayley-gráfja.

## Lie-csoportokban
A Bethe-rácsok megjelennek egyes hiperbolikus Lie-csoportok diszkrét részcsoportjaiként is, mint például a Fuchs-csoport. Ilyen esetekben a Bethe-rácsok csoportelméleti értelemben is rácsot alkotnak.

## Fordítás
- Ez a szócikk részben vagy egészben  a   Bethe lattice című angol Wikipédia-szócikk ezen változatának fordításán alapul.  Az eredeti cikk szerkesztőit annak laptörténete sorolja fel. Ez a jelzés csupán a megfogalmazás eredetét és a szerzői jogokat jelzi, nem szolgál a cikkben szereplő információk forrásmegjelöléseként.